# فیل اسمیت
فیل اسمیت (انگلیسی: Phil Smith؛ زاده ۲۲ آوریل ۱۹۵۲ درگذشته ۲۹ ژوئیهٔ ۲۰۰۲) یک بازیکن بسکتبال اهل ایالات متحده آمریکا است. از باشگاه‌هایی که در آن بازی کرده‌است می‌توان به گلدن استیت واریرز اشاره کرد.